# Boa Vista (Cap Verd)
Boa Vista és un concelho (municipi) de Cap Verd. Cobreix tota l'illa de Boa Vista. La seva capital és la vila de Sal Rei. El municipi està dividit en dues freguesias (parròquies civils):
- Santa Isabel
- São João Baptista

## Demografia
| Població de Boa Vista, Cap Verd (1940—2010) | Població de Boa Vista, Cap Verd (1940—2010) | Població de Boa Vista, Cap Verd (1940—2010) | Població de Boa Vista, Cap Verd (1940—2010) | Població de Boa Vista, Cap Verd (1940—2010) | Població de Boa Vista, Cap Verd (1940—2010) | Població de Boa Vista, Cap Verd (1940—2010) | Població de Boa Vista, Cap Verd (1940—2010) |
| ------------------------------------------- | ------------------------------------------- | ------------------------------------------- | ------------------------------------------- | ------------------------------------------- | ------------------------------------------- | ------------------------------------------- | ------------------------------------------- |
| 1940                                        | 1950                                        | 1960                                        | 1970                                        | 1980                                        | 1990                                        | 2000                                        | 2010                                        |
| 2.779                                       | 2.985                                       | 3.263                                       | 3.569                                       | 3.372                                       | 3.452                                       | 4.209                                       | 8.696                                       |

## Política
El Moviment per la Democràcia és el partit governant del municipi quan guanypà el 58,6% a les últimes eleccions.

### Assemblea Municipal
|                            | 2004 % | 2004 escons | 2008 % | 2008 escons | 2012 % | 2012 escons |
| -------------------------- | ------ | ----------- | ------ | ----------- | ------ | ----------- |
| Moviment per la Democràcia | 64.78  | 8           | 62.6   | -           | 58.6   | 8           |
| PAICV                      | 35.22  | 5           | 34     | -           | 29     | 4           |
| FV.BV                      | -      | -           | -      | -           | 9.5    | 1           |

### Municipalitat
|                            | 2004 % | 2004 escons | 2008 % | 2008 escons | 2012 % | 2012 escons |
| -------------------------- | ------ | ----------- | ------ | ----------- | ------ | ----------- |
| Moviment per la Democràcia | 65.04  | 5           | 65.6   | 5           | 59.3   | 5           |
| PAICV                      | 34.96  | 0           | 31.3   | 0           | 28.5   | 0           |
| FV.BV                      | -      | -           | -      | -           | 8.9    | 0           |